# (10482) Dangrieser
(10482) Dangrieser est un astéroïde de la ceinture principale.

## Description
(10482) Dangrieser est un astéroïde de la ceinture principale. Il fut découvert le 14 septembre 1983 à la station Anderson Mesa par Edward L. G. Bowell. Il présente une orbite caractérisée par un demi-grand axe de 2,29 UA, une excentricité de 0,20 et une inclinaison de 6,3° par rapport à l'écliptique.

## Compléments